# Tisovec (ort i Tjeckien)
Tisovec är en ort i Tjeckien.   Den ligger i regionen Pardubice, i den centrala delen av landet, 110 km öster om huvudstaden Prag. Tisovec ligger 434 meter över havet och antalet invånare är 332.
Terrängen runt Tisovec är platt norrut, men söderut är den kuperad. Terrängen runt Tisovec sluttar norrut. Runt Tisovec är det ganska tätbefolkat, med 62 invånare per kvadratkilometer. Närmaste större samhälle är Chrudim, 16,4 km nordväst om Tisovec. Omgivningarna runt Tisovec är en mosaik av jordbruksmark och naturlig växtlighet.